# Cecilia Lengefeld
Cecilia Lengefeld (geboren 1940 in Stockholm) ist eine schwedische Kunsthistorikerin.

## Leben
Die 1940 in Stockholm geborene Cecilia Lengefeld arbeitete von 1983 bis 1991 als Lektorin für Schwedische Sprache an der Johann Wolfgang Goethe-Universität Frankfurt am Main. Ihr Studium der Kunstgeschichte schloss sie 1992 mit einer Promotion über den schwedischen Maler Carl Larsson (Der Maler des glücklichen Heims. Zur Rezeption Carl Larssons im wilhelminischen Deutschland) ab. Danach wirkte sie an mehreren internationalen Ausstellungen in Stockholm, Berlin, London, Köln, Nürnberg, München und Hamburg mit. Sie veröffentlichte zahlreiche Schriften, insbesondere zur skandinavischen Kunstgeschichte des 19. und 20. Jahrhunderts.

## Veröffentlichungen (Auswahl)
- Der Maler des glücklichen Heims: zur Rezeption Carl Larssons im wilhelminischen Deutschland. Zugleich Dissertation Universität Frankfurt am Main, Winter, Heidelberg 1993, ISBN 978-3-8253-0105-7.
- Förlaget Albert Bonniers äventyr i Tyskland 1911 - 1913. Avdelningen för Litteratursociologi, Uppsala universitet, Uppsala 1997.
- En glömd relation : norden och Tyskland vid sekelskiftet. Zusammen mit Hans Henrik Brummer, Prins Eugens Waldemarsudde, Stockholm 1998, ISBN 91-88040-45-3.
- Gäste und Gastgeber, schwedische Landschaftsmaler und ihre Werke im deutschen Kaiserreich. Artikel im Ausstellungskatalog Landschaft als Kosmos der Seele des Wallraf-Richartz-Museums, Köln, Heidelberg 1998, ISBN 3-89466-229-8.
- Zorn: resor, konst och kommers i Tyskland. Carlsson, Stockholm 2000, ISBN 91-7203-942-6.
- Anders Zorn: eine Künstlerkarriere in Deutschland. Reimer, Berlin 2004, ISBN 3-496-01292-7.
- Grüß Gott Herr Larsson! Ein schwedischer Künstler erobert München. Artikel im Ausstellungskatalog Carl Larsson, ein schwedisches Märchen, Kunsthalle der Hypo-Kulturstiftung, München 2005, ISBN 3-7774-2765-9.
- Carl Larsson och Svenska Gustafskyrkan i Köpenhamn. Svenska Gustafskyrkan i Köpenhamn, Kopenhagen 2005, ISBN 87-991093-0-1.
- Anders Zorn und Max Liebermann : eine Freundschaft im Zeichen des Impressionismus. Aufsatz im Ausstellungskatalog Der Schwedische Impressionist Anders Zorn (1860 - 1920), Museum Behnhaus Drägerhaus, Lübeck 2012, ISBN 3-86568-741-5.
- Max Liebermann und Carl Fredrik Hill. Artikel im Ausstellungskatalog Max Liebermann und Frankreich der Liebermann-Villa am Wannsee, Berlin, Imhof, Petersberg 2013, ISBN 978-3-86568-897-2.